# Драм-н-бейс
Драм-н-бейс или драм-энд-бейс (англ. drum and bass, drum 'n' bass, drum & bass, сокращённо D&B или DnB; МФА /ˈdrʌm ənd ˈbeɪs/) — жанр электронной музыки, который возник на рейв-сцене из олдскул-джангла в Англии в начале 1990-х годов.
Изначально драм-н-бейс возник как ответвление британской сцены брейкбита и джангла, когда музыканты стали смешивать бас из рагга с ускоренным брейкбитом из хип-хопа.
Некоторые считают [кто?], что существенного различия между терминами «драм-н-бейс» и «джангл» нет. Некоторые называют джанглом старые записи первой половины 90-х годов, а драм-н-бейсом считают существенно эволюционировавший джангл с новыми посттекстепными элементами. Другие для краткости используют термин «джангл» для обозначения рагга-джангла — характерного поджанра джангл-музыки.

## История

### Появление в Британии
Ранний джангл был ответвлением хардкора, сосредоточенного на брейкбите. Как было упомянуто выше, в нём были соединены дабовый бас с быстрым хип-хоповым брейкбитом — это произошло в поздних 80-х, когда культура рейва и экстази достигла успеха в Великобритании. Когда развился более басовый, тяжёлый и быстрый саунд, джангл стал обнаруживать свои собственные отличительные черты. В результате последовательного совершенствования продюсерами-первопроходцами, звук стал более урбанистичным, всё ещё включая в себя напевы из регги, дабовый бас, но также и всё более сложные, быстрые, стремительные ударные. К 1995 году появилось встречное движение, названное «интеллиджент», реализованное диджеем LTJ Bukem и его лейблом Good Looking. Интеллиджент сохранял стремительный брейкбит, но фокусировался на более атмосферном звуке и глубоком басе, в противоположность жёсткому вокалу и семплам.
К ранним героям драм-н-бейс-культуры относятся исполнители A Guy Called Gerald (трек «28 Gun Bad Boy») и 4hero (трек «Mr Kirk’s Nightmare»), которые позже развили свои собственные направления, оставив в стороне мейнстрим. Однако большинство ранних продюсеров и диджеев всё ещё пишут и играют, составляя старую гвардию.
Характерной особенностью драм-н-бейса также является то, что большинство продюсеров (авторов композиций) также являются диджеями, а большинство диджеев пишут музыку.

### От джангла к драм-н-бейсу
Тогда же, когда появился интеллиджент, рагга-джангл перешёл в более тяжёлый, ударный стиль, хардстеп, а также в джамп-ап, на который воздействовали стили хип-хоп и фанк (примеры — исполнители Mickey Finn и Aphrodite с лейблом Urban Takeover, а также Ganja Kru с лейблом True Playaz), в то время как другие продюсеры продвигали более «мягкие» настроения (композиции, исполненные в таком настроении, часто именуют «роллерами» (англ. rollers)).
В 1996 году хардстеп и джамп-ап были очень популярны в клубах, в то время как звучание интеллиджента было в первую очередь ориентировано на домашнее прослушивание в спокойной обстановке. Стили драм-н-бейса всё более расходились, но в то же время смешивались с другими жанрами. В 1997 году фанк-ориентированный, контрабасовый звук вышел на передний план, достигнув успеха в мейнстриме (пример — исполнитель Roni Size, лейбл Reprazent).

### Рождение текстепа
С противоположной стороны популярность стал завоёвывать новый, «тёмный» техно-саунд в драм-н-бейсе, поддерживаемый лейблами Emotif, No U-Turn и такими продюсерами, как Decoder, Trace, Nico, Ed Rush и Optical, Dom & Roland и Technical Itch — стиль, обычно называемый текстепом. Текстеп взял новые звуки и технологии и применил их к джанглу. Этот стиль характеризуется мрачной, фантастической атмосферой и звуками, «холодными» и сложными ударными, а также «тёмным», сильным басом.
На закате 90-х текстеп занял доминирующую позицию на сцене драм-н-бейса с такими самыми заметными коллективами как Bad Company и Konflict. Текстеп становился всё более «тяжёлым», и популярность фанки-стиля, представленного Roni Size в 1997 году, убывала. Однако, к 2000 году появилось движение, провозглашавшее лозунг «верните фанк в drum and bass». Оформилась тенденция к возрождению рейвового саунда, появились ремиксы классических джангловых треков, тяготеющие к корням жанра.

### 2000-е
С 2000 года сцена стала очень разносторонней, из-за чего сейчас сложно назвать какой-то стиль в драм-н-бейсе ведущим.
В 2000 году Fabio стал поддерживать стиль, названный им «ликвид-фанк», выпустив компиляцию треков на собственном лейбле Creative Source. Этот стиль характеризовался влияниями диско и хауса, а также широким использованием вокальных партий. Несмотря на медленное вхождение в моду, стиль стал крайне популярен в 2003—2004 годах, а в 2005 был признан самым продаваемым поджанром драм-н-бейса с такими лейблами как Hospital Records и Soul:R, и продюсерами High Contrast, Calibre, Nu:Tone, Marcus Intalex и Logistics среди других сторонников. Другие лейблы издающие подобный саунд: Fokuz Recordings, Liquid V, Intelligent Recordings. Так же продюсеры: MAV, Stunna, Physical illusion, Derrick & Tonika.
Также произошло возрождение стиля джамп-ап. Упоминаемый как «Nu Jump Up», он имеет весёлое и простое звучание, сохраняя бас из старого джамп-апа, но с новыми, более тяжёлыми элементами. Выдающиеся продюсеры стиля включают Twisted Individual, Generation Dub и DJ Hazard.
В этот период также произошёл рост популярности стиля «дабвайз» (англ. dubwise). И хотя звук с влиянием даба не был нов и в течение уже долгого времени поддерживался продюсерами Digital и Spirit, в 2003—2004 стиль увидел рост популярности с новыми продюсерами (например, Amit, Tactile, The Fix).
Аналогично, пока существовали продюсеры, занятые исключительно детальным программированием и манипуляцией ударными (например, Paradox), в первой половине декады произошло возрождение и развитие другого поджанра, известного как «драмфанк». К основным лейблам относятся Inperspective, 13 Music и Bassbin, а новая волна продюсеров включает Fanu, Breakage и Fracture and Neptune. Остаются активными и востребованными и ветераны жанра — такие, как Alaska (Paradox) и Seba.

### Живое выступление
Многие музыканты адаптировали драм-н-бейс для живого выступления, где используют такие инструменты, как барабаны (акустические или электронные) или семплеры, синтезаторы, бас-гитары и гитары. Также атрибутом живого выступления часто является эмси.

## Звучание драм-н-бейса
Существует множество взглядов на то, что составляет «настоящий» драм-н-бейс. Мнения расходятся из-за существования большого числа стилей, от «тяжёлого» текстепа до «мягкого» ликвид-фанка. Драм-н-бейс сравнивают с джазом, где в рамках одного жанра можно услышать музыку, звучащую совершенно по-разному. Кроме того, сейчас драм-н-бейс — это больше подход и традиция, нежели стиль.
Исходя из вышесказанного, сложно точно описать звучание драм-н-бейса, но можно выделить ключевые особенности.

### Определяющие характеристики

#### Брейкбит
Брейкбит — это главный определяющий элемент драм-н-бейса. С музыкальной точки зрения брейкбит характеризуется ломаным ритмом, элементом синкопы, в отличие от «прямого» 4-ударного ритма (так называемой «прямой бочки») в техно, трансе и хаусе.
Большинство брейкбитов напрямую берутся (семплируются) или составляются из ударных партий в старых записях жанров соул, фанк, блюз и джаз. Собственно «брейк» относится к той части песни, где нет вокала и есть акцент на ритм и бит. Хотя, с середины 90-х множество продюсеров используют тустеп или другие брейкбиты, скомпонованные из отдельных ударных семплов, которые похожи на семплированные, но обычно звучат жёстче. Также часто брейкбиты создаются с использованием обеих техник.
Наиболее часто используемые брейкбиты в драм-н-бейсе взяты из треков:
- The Winstons — «Amen, Brother» (амен брейк[12] и его производная — домен[13])
- Джеймс Браун — «Cold Sweat», «Tighten Up»[13] и «Funky Drummer»[14]
- Лин Коллинс — «Think»
- Incredible Bongo Band — «Apache»[14]
- The Commodores — «Assembly Line»

#### Темп
Типичная скорость для драм-н-бейса составляет обычно 170—180 BPM, в отличие от других форм брейкбита, таких, как брейкс, которые специализируются на скоростях 130—140 BPM. Повышенный темп не был изначально присущ жанру, а появился при развитии драм-н-бейса — самые ранние треки олд-скул-рейва и джангла имели скорость около 155—165 BPM, в то время как материал нового тысячелетия редко опускается ниже 170 BPM и часто достигает 175 BPM и больше.

#### Важность ударных и баса
Название этого жанра не означает, что треки состоят только лишь из ударных и баса. Тем не менее они являются самыми важными элементами и составляют большую часть треков. В жанре большое внимание отводится глубокому басу, который чувствуется физически при прослушивании. Было произведено немало экспериментов с тембром в зоне баса, особенно в текстепе.

### Среда
Главным образом, драм-н-бейс — это форма танцевальной музыки, предназначенная для прослушивания в ночных клубах, а также для экстремальных видов спорта. Жанр использует весь частотный диапазон и физичность, которую часто нельзя полностью оценить на домашнем оборудовании при прослушивании на малой громкости. В соответствии с названием, элемент баса сильно выделяется, в отличие от других жанров танцевальной музыки. Поэтому для полного восприятия музыки требуется специальное звуковое оборудование, которое, как правило, установлено именно в ночных клубах.
Из-за своей «клубной» природы драм-н-бейс доносится до публики в первую очередь благодаря диджеям. Поскольку большинство треков пишутся для лёгкого сведения диджеем, их структура отражает предназначение: присутствуют вступительные и заключительные части (англ. intro, outro), использующиеся для битмэтчинга и не предназначенные для детального восприятия слушателями. Обычно диджей производит сведение таким образом, чтобы не потерять непрерывный бит. Кроме того, диджей может использовать типичные для хип-хопа приёмы: скрэтчи, двойные дропы (где два трека сводятся так, что делают дроп в один и тот же момент) и ривайнды.
Большинство точек сведения начинаются или заканчиваются там, где происходит дроп. Дроп — место, где происходит значительное изменение ритма или баса, а после происходит выход брейкбита. Часто дроп используют для перехода между треками, сводя компоненты различных треков. Некоторые дропы так популярны, что диджей перематывает пластинку и проигрывает дроп снова.
Выступление диджея часто сопровождается поддержкой одного или более эмси. Этот элемент исходит из корней жанра — музыки хип-хоп и регги.

#### Появление в мейнстриме
Некоторые работы в жанре драм-н-бейс достигли высокой популярности в мейнстриме, особенно материал с вокалом. Самые ранние примеры — Goldie с альбомом Timeless 1995 года, а также альбом New Forms Reprazent’а в 1997 году. В последние годы треки, такие как «Shake Your Body» (Shy FX и T-Power) занимали позиции в чарте UK Top 40. Трек продюсера Hive «Ultrasonic Sound» попал на саундтрек первой части фильма «Матрица». Трек «Goa» московского продюсера Electrosoul System, транслировался в дневном эфире британского BBC Radio One летом 2005 года.
Драм-н-бейс — частый гость саундтреков компьютерных и видеоигр. Нередко композиции в этом жанре можно услышать в автосимуляторах, файтингах и 3D-шутерах. Одним из самых знаменательных проявлений драм-н-бейса в играх стала вымышленная радиостанция MSX FM в 3D-экшене Grand Theft Auto III. Название станции, равно как и её репертуар, происходят от одного из известнейших и старейших драм-н-бейс-лейблов Moving Shadow (год выхода игры совпал с празднованием десятилетия лейбла, поэтому к сокращению MS добавилась римская цифра X).
Также в последнее время поп-музыка начинает использовать некоторые элементы драм-н-бейса, но в изменённой манере. Примеры — Puretone и Girls Aloud. Жанр часто появляется на ТВ и в рекламе.

## Распространение
В основном драм-н-бейс распространялся на 12-дюймовых виниловых пластинках, но некоторые компиляции, миксы и альбомы продаются на компакт-дисках. В 2000-х большое количество драм-н-бейса стало выпускаться в цифровом формате. Существуют лейблы, занимающиеся распространением музыки через интернет (Intelligent Recordings, Absys, Transference, Translation). Крупные лейблы (Fokuz, Playaz, Renegade Hardware, RAM), которые раньше выпускали исключительно винил и CD диски, теперь также предлагают покупателям и цифровые копии своих релизов. Сейчас[когда?] количество цифровых релизов, поступающих в продажу еженедельно, во много раз превосходит количество виниловых релизов.
В России для массового потребителя драм-н-бейс доступен в большинстве магазинов, продающих компакт-диски (в этом случае жанр представлен, как правило, не альбомами, а готовыми компиляциями или миксами). Единственным российским виниловым лейблом до 2006 года был — Step2Zero, который прекратил своё существование в 2008 году, после выхода 4-го релиза. Зарубежная продукция на виниле доступна в редких магазинах. Основной источник винила — интернет-магазины, которые отправляют пластинки в любые точки планеты.

### В СМИ
Известные журналы о драм-н-бейсе: ежемесячный Knowledge Magazine и ATM Magazine.
Самое большое драм-н-бейс-радиошоу в Великобритании — это шоу Fabio и Grooverider’а на BBC Radio 1. Станция 1Xtra также сильно поддерживает этот жанр вместе с диджеями Bailey, Crissy Criss и Friction.
В России среди джанглистов имеет популярность программа «Пиратская Станция», выходящая на «Радио Рекорд» (Санкт-Петербург — 106,3 FM) с неизменным ведущим DJ Gvozd, а также программа «Шторм», впервые появившаяся в эфире «Станции», а ныне выходящая на DFM (Москва — 101,2 FM) с ведущими DJ Грувом (Евгений Рудин) и Дэном. В 2006 году в эфир вышло радиошоу Blazin на радио Megapolis FM, ведущий — DJ Profit (Москва — 89,5 FM), которое выходило в эфир до февраля 2013 года. DJ BES — «Юность FM» (68,84). С 1 января 2013 года на московской сетевой радиостанции 16Bit.FM, канал Club, стартовало радиошоу BlackList, ведущий — DJ BlackHawk. Также, программа «Синдикат» на «Август Радио» (Тольятти 102.3) в 23:00 каждую среду, руководитель промогруппы — Радар, ведущий — DJ Rom, рассказывающий о новых бейс-течениях.
Начиная с 2015 года и до конца вещания Megapolis FM еженедельно выходит подкаст «Луч» по понедельникам в 23:59, ведущий — Антон Take и Макс Cutworx